# Сланотрин
Сланотри́н (болг. Сланотрън) — село у Видинській області Болгарії. Входить до складу общини Видин.

## Населення
За даними перепису населення 2011 року у селі проживали 509 осіб, з них 453 особи (99,1%) — болгари.
Розподіл населення за віком у 2011 році:
Динаміка населення: